# 下布赖特巴赫
下布赖特巴赫是德国莱茵兰-普法尔茨州的一个市镇。总面积8.53平方公里，总人口1587人，其中男性787人，女性800人（2011年12月31日），人口密度186人/平方公里。